# K-pop
K-pop (/keɪ pɔp/, et akronym for "Korean pop", koreansk: 가요 kajo) er en musikgenre der opstod i Sydkorea og som inddrager elementer fra dansemusik, elektropop, hiphop og nutidig rhythm'n'blues.
Ifølge en journalist fra det amerikanske musikmagasin Rolling Stone, er K-pop  "en blanding af trendy vestlig musik og høj-energi japansk pop" (J-pop), "der fylder lytternes hoveder med iørefaldende gentagne fraser, undertiden på engelsk". K-pop "omfatter en fusion af stilarter med både sang og rap. Der lægges særlig vægt på forestillinger og stærke visuelle effekter."
K-pop er ikke kun musik, K-pop er blevet en subkultur, der er populær blandt unge mennesker over hele verden. Takket være internettet og tilgængeligheden af digitalt indhold, har K-pop fået en meget bred målgruppe over hele verden.

## Udvalgte k-pop-musikere
- 2NE1
- A.C.E
- Ailee
- ALi
- Astro
- Ateez
- Baek Ji Young
- Big Bang
- Blackpink
- BTS (Bangtan Sonyeondan)
- BoA
- Boohwal
- Davichi
- Day6
- Exo (band)
- Kang Min Kyung
- Kard
- Lee Hae Ri
- Girl's Day
- Girls' Generation
- Goo Hara
- GOT7
- JYJ
- Kara
- Kim Jong-hyun
- LOONA
- Mamamoo
- Melody Day
- Monsta X
- NU'EST
- Park Hyoshin
- Park Ki Young
- PSY
- Red Velvet
- Seventeen
- SHINee
- Sohyang
- Son Seung Yeon
- Song So Hee
- Son Woo
- SS501
- Super Junior
- Sweet Sorrow
- T-ara
- The Rose
- Tomorrow By Together
- TVXQ
- Twice
- Wayv
- Wonder Girls
- Yangpa
- Stray kids